# Лопес Гарай, Ариц
Ариц Лопес Гарай (исп. Aritz López Garai; 6 ноября, 1980, Баракальдо, Испания) — испанский футболист и тренер.

## Биография

### Футболиста
Большую часть карьеры провел в клубах Сегунды и Сегунды B — второго и третьего дивизионов Испании. Лишь в 33 года полузащитнику удалось попасть в элитную Ла Лигу, в которой он провел шесть матчей за «Кордову». В конце карьеры попробовал себя в зарубежных клубах. В 2015 году Лопес Гарай играл за бухарестский «Рапид» и кипрскую «Доксу».

### Тренера
Последним клубом в карьере игрока стал «Реус Депортиу». В июне 2017 года Лопес Гарай в 36 лет вынужденно закончил свои выступления и возглавил команду после ухода в «Реал Сарагосу» ее предыдущего наставника Начо Гонсалеса. Затем молодой тренер непродолжительное время работал с еще тремя испанскими коллективами: «Нумансией», «Тенерифе» и «Альбасете»
В феврале 2023 года специалист, после тренерской паузы, переехал на африканский континент, где он возглавил «Нуадибу» из Мавритании. Ему удалось дважды выиграть с командой местный чемпионат и вывести ее в групповой этап африканской Лиги чемпионов.
В феврале 2024 года Ариц Лопес Гарай стал главным тренером молодежной сборной Мавритании, а уже в ноябре он перешел к работе с главной национальной командой страны, сменив на этом посту Амира Абду.

## Достижения
- Чемпион Мавритании (2): 2022/23, 2023/24.
- Обладатель Кубка Президента Мавритании (1): 2023.